# Домініка на зимових Олімпійських іграх 2014
Домініка на зимових Олімпійських іграх 2014 року у Сочі була представлена 2 спортсменами (1 чоловік та 1 жінка) в 1 виді спорту: лижні перегони. Прапороносцем на церемоніях відкриття і закриття був лижник Гарі ді Сільвестрі.
Країна вперше взяла участь у зимових Олімпійських іграх. Домінікські атлети жодних нагород не здобули.

## Лижні перегони
| Спортсмен              | Дисципліна                        | Фінал         | Фінал         | Фінал         |
| Спортсмен              | Дисципліна                        | Час           | Відставання   | Місце         |
| ---------------------- | --------------------------------- | ------------- | ------------- | ------------- |
| Гарі ді Сільвестрі     | 15 км, класичним стилем, чоловіки | не фінішував  | не фінішував  | не фінішував  |
| Анжеліка ді Сільвестрі | 10 км, класичним стилем, жінки    | не стартувала | не стартувала | не стартувала |